# Robert Bauer-Haderlein
Robert Bauer-Haderlein (* 16. August 1914 in Bamberg; † 13. November 1996 ebenda) war ein deutscher Bildhauer und Restaurator.

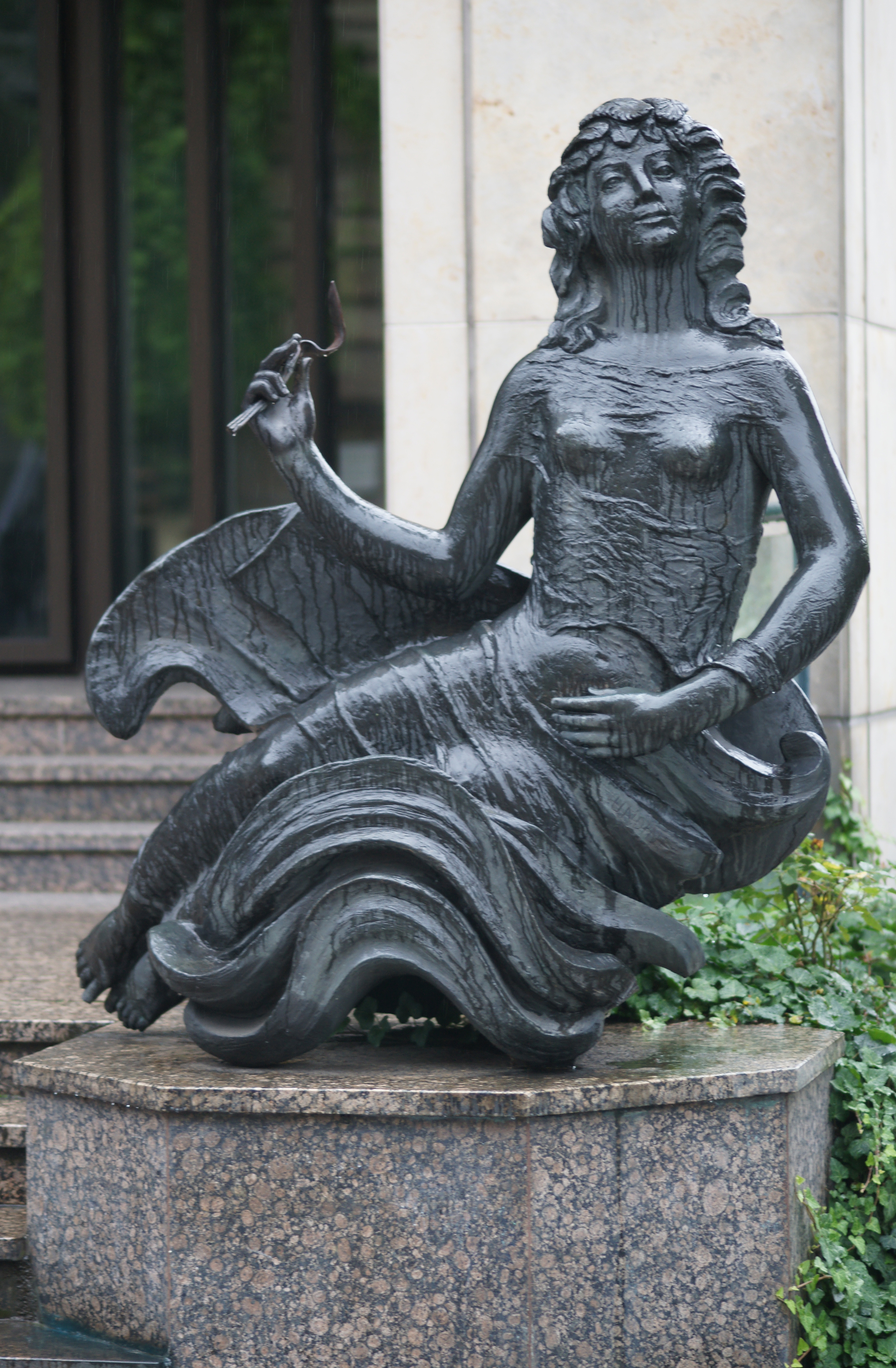
Robert Bauer-Haderlein: Undine, Bamberg

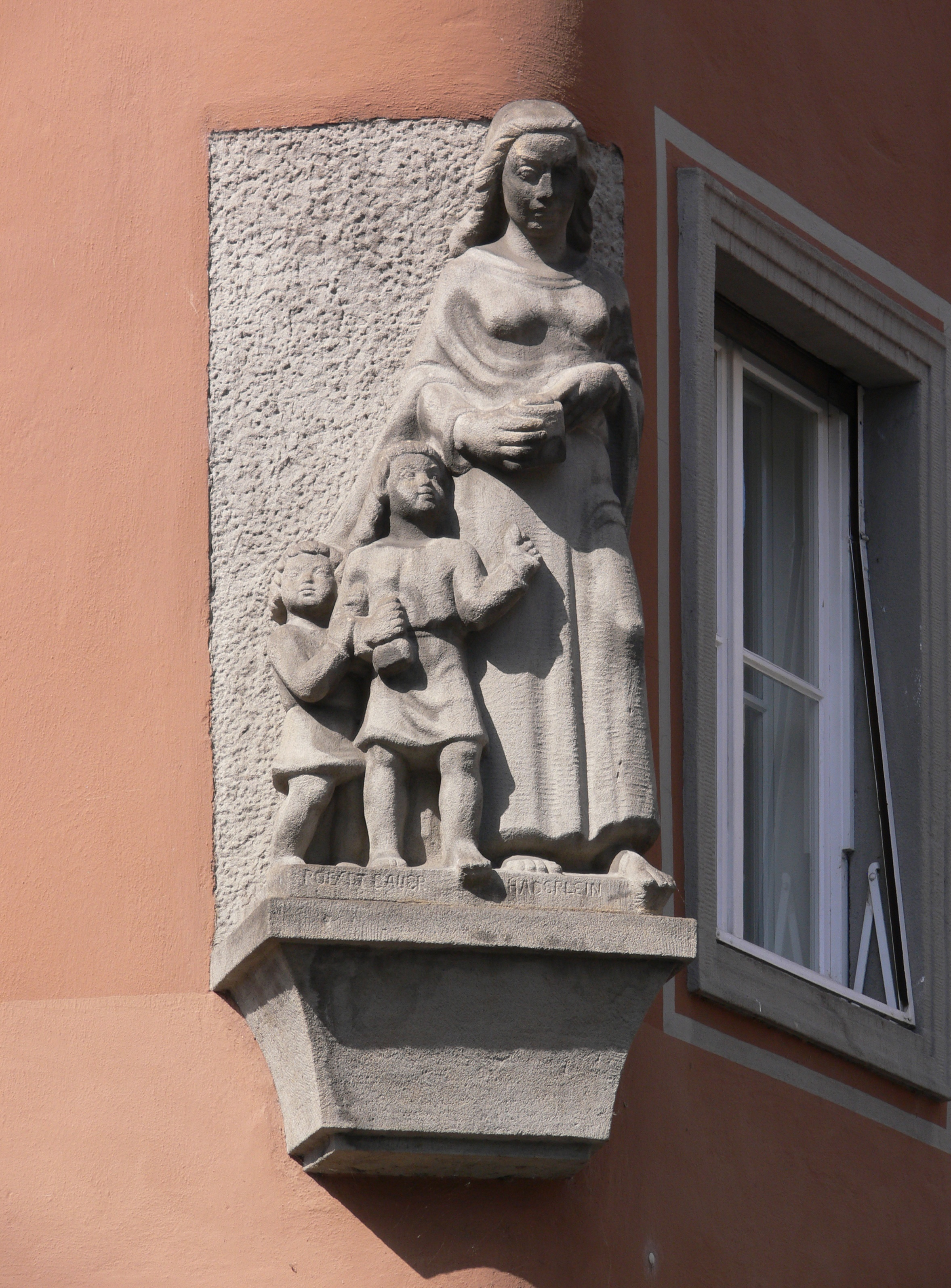
Robert Bauer-Haderlein: Mutter und Kinder, Bamberg

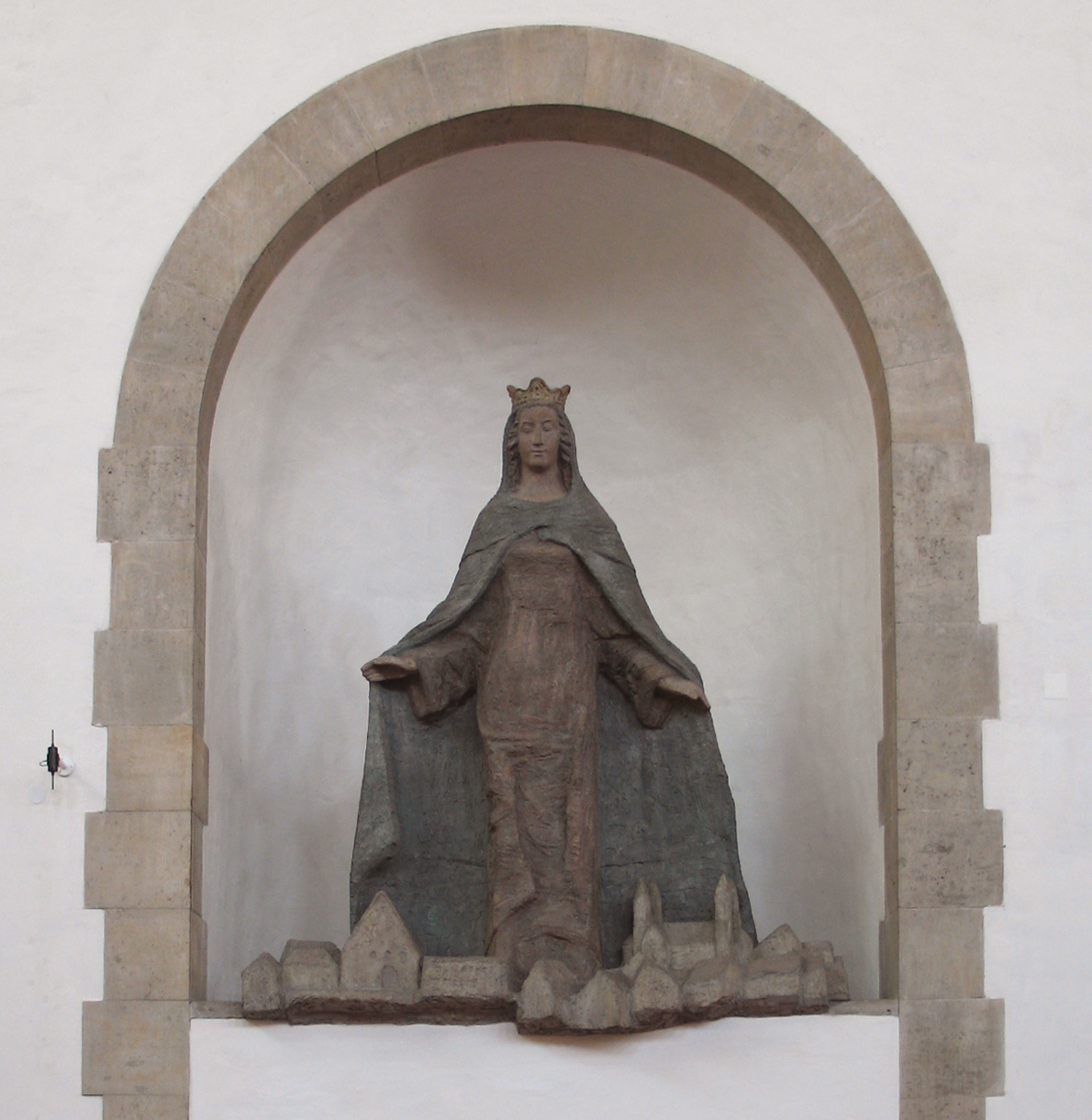
Robert Bauer-Haderlein: Kunigund

## Leben
Robert Bauer-Haderlein wuchs in Bamberg auf. Er absolvierte eine Lehre bei seinem Vater, dem Bildhauer Anton Bauer, der in den 1930er Jahren das Haus an der Nonnenbrücke erworben hatte.
Nach seiner Meisterprüfung studierte er an der Akademie der Bildenden Künste Nürnberg bei den in der NS-Zeit sehr erfolgreichen Bildhauern Wilhelm Nida-Rümelin und an der Akademie der Bildenden Künste München bei Josef Thorak. In den Jahren 1939 bis 1945 war er Soldat, 1942 und 1943 stellte er drei Porträtbüsten auf der Großen Deutschen Kunstausstellung aus. 1947 kehrte er aus der Kriegsgefangenschaft zurück. 1943 stellte er im Haus der Kunst in München aus. Ab 1948 war er als freischaffender Bildhauer und Restaurator in Bamberg tätig.
Lange Jahre war er im Vorstand des Berufsverbands Bildende Künstler Oberfranken. Er war mit der Künstlerin Ina Bauer-Haderlein verheiratet, das Paar hat eine Tochter, Gudrun Besslein-Bauer, die ebenfalls Künstlerin ist. Das Grab von Robert Bauer-Haderlein und Ina Bauer-Haderlein ist auf dem Bamberger Friedhof in der Abteilung Gruft II 41 zu finden.

## Wirken und Werk
Nachdem er zunächst sehr konservativ rein gegenständlich arbeitete, wie er es bei seinem Vater und vor allem bei Thorak gelernt hatte, löste er sich davon erst spät, in den 1960er und 1970er Jahren und schuf auch einige abstraktere Werke. Er erhielt zahlreiche öffentliche Aufträge in Bamberg und in der Region Oberfranken und nahm u. a. an Ausstellungen in München, Graz, Bedford, Toronto teil.

## Werke (Auswahl)
- Ehrenmal für die Opfer des Zweiten Weltkriegs am Alten Rathaus in Bamberg
- Marienstatue (Stein) am Marienplatz in Bamberg
- Undine (Bronze) vor der ehemaligen Landeszentralbank in der Richard Wagner-Str. in Bamberg (Die Figur ist eine Referenz an den Dichter und Komponist E. T. A. Hoffmann, der im benachbarten Theater gearbeitet hatte und seine Oper Undine)
- Hausfigur Mutter und Kinder, Am Kranen 6, Bamberg, ehemalige Stadtsparkasse
- Statue der Heiligen Kunigunde (1977/1978), Bamberg, St. Kunigund
- Josefsstatue, Damaschkestraße in Herzogenaurach[3]

## Ehrungen (Auswahl)
- 1975: Kulturpreis der Oberfränkischen Wirtschaft.

## Ausstellungen (Auswahl)
1986 wurde sein Werk zusammen mit den Arbeiten seiner Frau im Historischen Museum Bamberg in einer größeren Ausstellung präsentiert.